# Бањичка шума
44° 45′ 58″ С; 20° 28′ 33″ И / 44.7661525° С; 20.475781299999994° И
Бањичка шума (Бајфордова шума) је парк-шума и налази се на територији општине Вождовац и простире се поред Булевара ослобођења дужином од 2300 m. Бањичка шума је заштићени споменик природе и сврстава се у заштићено подручје треће категорије.

## Историјат и основне природне вредности
Станиште Бањичке шуме одговара некадашњем станишту климатогене шуме Србије фитоценози Quercetum-fanetto-cerris, али је у периоду између два светска рата, вегетација у великом броју посечена а простор коришћен за гајење повртарских култура. Идеја поновног пошумљавања Београда је покренута још у то време, па је најесен 1939. посађено прво дрво иза касарне Другог пука, око ул. Михајла Аврамовића.
После Другог светског рата, у периоду од 1948. до 1950. године извршено је добровољно пошумљавање а данашњу слику шуме чине вештачки подигнуто станиште лужњака, са грабом, цером и липама уз процес природне обнове. Претежно је лишћарска али има мањи број четинара. Са аспекта очувања аутентичности шуме и потреба птица за храном, уношење четинарских врста није дозвољено. Шуму чине велики број врста између осталог јавор, сребрнолисни јавор, млеч, пајавац, топола, амерички јасен, багрем, кедар, гледичија, лужњак, итд.. Због велике изданачке културе снаге меких лишћара, развио се густ склоп жбуња и приземне флоре а дом је и око 70 врста птица па се због тога приступа најважнијим мерама заштите и очувања орнитофауне.
У једном делу шуме пресечена је пешачким комуникацијама, доступан становништву док је други део неуређен и слабије проходан. Омогућава рекреацију житеља и по својој намени је предвиђен за спорт и рекреацију. Својим постојањем у градском ткиву утиче на мезоклиму града, служи као резервоар свежег ваздуха и ублажава климатске и друге екстреме.
Простор Бањичке шуме представља зараван на висини од 122 до 178 m. Геолошку подлогу шуме чине квартне наслаге леса, а местимично се појављују и еруптивне стене. На јужној страни шуме налази се извориште Бањичког потока. 
Због велике изданичке снаге биљака развио се густ склоп другог спрата вегетације, односно спрат жбуња и приземне флоре што је допринело насељавању великог броја птица. Због великог броја птица које насељавају овај простор, Бањичка шума је проглашена Природним добром и стављена под заштиту као Споменик природе. Највеће заслуге за стављање шуме под заштиту припадају Тимотију Џону Бајфорду, сценаристи и редитељу али и орнитологу и страственом посматрачу птица. Бајфрод је у периоду од 1986. до 1989. године проучавао и посматрао птице на овом простору и на основу тога предложио да се шума стави под заштиту.
Доминирају птице карактеристичне за листопадне шуме. На структуру фауне птица нису утицали само природни фактори већ антропогени јер је шума релативно млада и вештачки пошумљена. Осим тога, урбано подручје повољно утиче на зимовање многих врста птица као што су јастреб, мишар, сива жуна, сеоски детлић, сеница, дрозд. Овај простор је богат и маховином. Ту се налази 28 врста маховине која има велику улогу у одржавању екосистема.
Некада је носила име "Титов гај" а данас је позната као "Бајфордова шума".

## Географски положај
Бањичка шума се налази на територији Београда и припада насељу Бањица која се налази на територији општине Вождовац. Простире се између Булевара ослобођења, улице генерала Павла Јуришића Штурма и Црнотравске. Уоквирена је следећим градским целинама:
- са северне стране Улицом генерала Павла Јуришића Штурма и комплексом "Гемакс",
- са западне стране војним комплексом "Расадници", комплексом спортских терена ФК "Рад", комплексом СЦ "Вождовац" и "Бањица" са пратећим садржајима,
- са источне саобраћајницом Булевар ослобођења и стамбеном зоном,
- са јужне стране Црнотравском улицом и стамбеним насељем "Бањица".

Минимална надморска висина износи 79 м, максимална 83 м. Укупна површина, према подацима ЈКП "Зеленило-Београд" (којој је дато управљање и одржавање споменика) износи 41 ha, 58 a, 50 m², а сама шума заузима 40 ha, 63 a 18 m², док је површина пута 0 ha, 9 a и 77 m².